# ロナルド・リバス
ロナルド・ダビド・リバス・ビエルマ（Ronaldo David Rivas Vielma, 1999年10月31日 - ）は、 ベネズエラ・メリダ州メリダ出身のサッカー選手。リーガFUTVE・エストゥディアンテス・デ・メリダ所属。ポジションはDF。

## クラブ経歴
2019年にエストゥディアンテス・デ・メリダのトップチームに昇格。2月3日のデポルティーボ・ララ戦でプロデビュー。以降最終ラインに定着し、同年シーズンは19試合に出場。2020年12月6日の同じくデポルティーボ・ララ戦では、プロ初ゴールを決めた。

## 人物
- 兄のクリスティアン・リバスと弟のエドソン・リバスもサッカー選手で、揃ってエストゥディアンテス・デ・メリダでプレーしている。